# Sjouke Tel
Sjouke Dirk Tel (Assen, 6 augustus 1945) is een voormalige Nederlandse atleet, die zich had toegelegd op de sprint. Met name op langere sprintnummers als de 200 en 400 m kwam zijn sprinttalent tot zijn recht. Daarnaast boekte hij ook successen op estafettenummers als de 4 x 100 en 4 x 400 m.

## Sportcarrière
In zijn jeugdtijd beoefende Tel twee topsporten: atletiek en volleybal. Als atleet was hij aanvankelijk lid van de Asser atletiekvereniging AAC '61 en behoorde hij op alle sprintnummers en zelfs op de 600 m tot de beste junioren van Nederland. Zijn beste prestatie in die periode was een derde plaats op de 400 m tijdens de Nederlandse seniorenkampioenschappen in 1964.
Nadien werd hij lid van het Groningse GVAV-Rapiditas en vierde hij met name triomfen in estafetteverband. Als lid van de 4 x 400 m estafetteploeg van die vereniging veroverde hij vier nationale titels op rij en was hij van 1965 tot 1981 houder van het Nederlandse record voor clubteams. Tevens maakte Tel in deze discipline deel uit van het team dat van 1967 tot 1970 de Nederlandse records in handen had. Via 3.11,2 en 3.08,9 in 1967 werd het 3.08,5 in 1968, welk record bijna twee jaar overeind bleef.
In 1970 veroverde Sjouke Tel zijn enige individuele titel. Op de Nederlandse indoorkampioenschappen in Groningen won hij de 500 m, een incourant nummer dat in dat jaar echter in het NK-programma was opgenomen en waarop Tel een tijd van 1.04,8 realiseerde, een officieus nationaal record en slechts 0,6 seconde verwijderd van het officieuze Europese record.   
Als volleyballer wist hij door te dringen tot het Nederlands jeugdteam en later tot de A-selectie. Na zijn eindexamen HBS in 1965 startte Tel met zijn studie aan de ALO en in die periode besloot hij om de voorkeur te geven aan de atletiek.

## Nederlandse kampioenschappen
Outdoor
| Onderdeel | Jaar                   |
| --------- | ---------------------- |
| 4 x 100 m | 1965, 1966, 1967, 1968 |

Indoor
| Onderdeel | Jaar |
| --------- | ---- |
| 500 m     | 1970 |

## Persoonlijke records
| Onderdeel | Prestatie | Datum            | Plaats    |
| --------- | --------- | ---------------- | --------- |
| 100 m     | 10,6      | 2 augustus 1967  | Meppen    |
| 200 m     | 21,5 s    | 27 augustus 1967 | Leiden    |
| 400 m     | 47,9 s    | 4 augustus 1968  | Groningen |

Atletiek
- 16 interlands op 200 meter, 4x 100 meter en 4x 400 meter

Volleybal
- Interland België - Nederland
- Interland Frankrijk - Nederland

## Trainerscarrière
- Bondstrainer spring
- Bondsconditietrainer KNLTB David Cup, Fed Cup
- Privé conditietrainer Jan Siemerink, Miriam Oremans en Kristie Boogert (zilver dames dubbel O.S. Sidney 2000), Martin Verkerk
- Krachttrainer Nederlands Volleybalteam Atlanta '96
- Conditietrainer Gooische Hockey Club
- Conditietrainer Eredivisie Basketbal Groningen
- Olympisch conditietrainer tennis Atlanta '96
- Herstel- en conditietrainer Almere City FC
- Conditietrainer auto- en motor coureurs

## Bestuurlijke functies
- Voorzitter NATV (Nederlandse Atletiek Trainers vereniging)
- Lid Atleten commissie KNAU
- Voorzitter technische Cie. District Noord KNAU
- Hoofdbestuurslid KNAU

## Auteur
- Jogging, meer dan lopen alleen